# Tetragnatha argentinensis
Tetragnatha argentinensis là một loài nhện trong họ Tetragnathidae.
Loài này thuộc chi Tetragnatha. Tetragnatha argentinensis được Cândido Firmino de Mello-Leitão miêu tả năm 1931.